# 모하메드 케디르
모하메드 케디르(암하라어: ሞሐመድ ከድር, 1954년 9월 18일 ~ )는 에티오피아의 은퇴한 육상 선수로 1980년 하계 올림픽 남자 10000m 경기에서 동메달을 획득했다.
5000m 결승에서 케디르는 여전히 300m를 달리기위해 이끌었고, 아일랜드의 에이먼 코글런은 그를 지나쳤다. 곧 그후, 케디르는 그의 팀 동료 미루츠 이프테르가 그를 지나치면서 2번째 레인으로 이동했다. 그 순간 2번째 레인으로 이동한후, 케디르는 넘어졌다. 분명히 그는 다른 에티오피아 주자 요하니스 모하메드와 부딪히기 때문이었다. 자신의 리듬을 잃은후, 케디르는 12위에 머물렀다. 1983년 헬싱키 세계 육상 선수권 대회의 10000m 경기에서는 9위를 했다.